# Championnats du monde de judo 1982
Les Championnats du monde féminins de judo 1982 se tiennent à Paris en France. 

## Résultats

### Femmes
| Catégories        | Or                 | Argent                | Bronze                                |
| ----------------- | ------------------ | --------------------- | ------------------------------------- |
| - 48 kg           | Karen Briggs       | Marie-France Colignon | Jola Bink Hitomi Nakahara             |
| - 52 kg           | Loretta Doyle      | Kaori Yamaguchi       | Christina-Ann Boyd Pascale Doger      |
| - 56 kg           | Béatrice Rodriguez | Suzanne Williams      | Eve Aronoff Diane Bell                |
| - 61 kg           | Martine Rottier    | Inger Lise Solheim    | Jeannine Peeters Gabriele Ritschel    |
| - 66 kg           | Brigitte Deydier   | Karin Krueger         | Heidi Anderson Anita Staps            |
| - 72 kg           | Barbara Classen    | Ingrid Berghmans      | Karin Posch Jocelyne Triadou          |
| + 72 kg           | Natalina Lupino    | Margaret Castro       | Maria Teresa Motta Marjolein Van Unen |
| Toutes catégories | Ingrid Berghmans   | Hiromi Tateishi       | Regina Sigmund Jocelyne Triadou       |

## Tableau des médailles
| Rang | Nation               | Or | Argent | Bronze | Total |
| ---- | -------------------- | -- | ------ | ------ | ----- |
| 1    | France               | 4  | 1      | 3      | 8     |
| 2    | Royaume-Uni          | 2  | 0      | 1      | 3     |
| 3    | Allemagne de l'Ouest | 1  | 1      | 2      | 4     |
| 4    | Belgique             | 1  | 1      | 1      | 3     |
| 5    | Japon                | 0  | 2      | 1      | 3     |
| 6    | Australie            | 0  | 1      | 1      | 2     |
| 6    | États-Unis           | 0  | 1      | 1      | 2     |
| 6    | Norvège              | 0  | 1      | 1      | 2     |
| 9    | Pays-Bas             | 0  | 0      | 3      | 3     |
| 10   | Autriche             | 0  | 0      | 1      | 1     |
| 10   | Italie               | 0  | 0      | 1      | 1     |

## Source
- (en) Judoinside.com